# Wilhelm Kattwinkel (Politiker)

Wilhelm Kattwinkel

Wilhelm Kattwinkel (* 26. April 1883 in Stephansohl an der Volme; † 27. Januar 1953 in Essen) war ein deutscher Politiker.

## Leben
Der Sohn eines Landwirtes besuchte die Volksschule und Rektoratsschule. Zwischen 1897 und 1900 machte er eine Lehre zum Kaufmann. Bis 1912 war er als Handelsvertreter tätig und nahm zwischen 1915 und 1918 am Ersten Weltkrieg teil. Ab 1920 war er aktiv im Deutschvölkischen Schutz- und Trutzbund tätig. Zum 1. August 1929 trat er der NSDAP bei (Mitgliedsnummer 149.649). 1932 wurde er Vorsitzender des Gaugerichts in Essen. Ab 1935 war er im Stadtrat von Essen. Am 29. März 1936 kandidierte er erfolglos bei der Reichstagswahl, jedoch rückte er am 26. Februar 1937 für den ausgeschiedenen Abgeordneten Friedrich Neven nach. Er gehörte auch in der folgenden Wahlperiode dem Reichstag an.